# Pierre Rivière (parricide)
Pour les articles homonymes, voir Pierre Rivière et Rivière (homonymie).
Pierre Rivière est un jeune paysan dont la folie meurtrière donna lieu à une des premières tentatives d'explication clinique scientifique d'un crime. Né le 24 janvier 1815 à Courvaudon, il est mort par suicide dans sa cellule de la prison de Beaulieu à Caen le 20 octobre 1840.

## Biographie
« Si les paysans avaient un Plutarque, Pierre Rivière figurerait parmi les morts illustres. »

— Michel Foucault
Pierre Rivière est né le 24 janvier 1815 à Courvaudon dans le Calvados, en Normandie, il est l’aîné de la fratrie. Sa mère, après la naissance d’un deuxième enfant, Victoire, semble se désintéresser de lui. Le couple vit au lieu-dit de la Faucterie, dans la commune d'Aunay-sur-Odon, située près de Caen. Le couple se déchire. La mère quitte son mari et Pierre pour revenir chez ses parents, à Courvaudon, avec sa fille Victoire. Après avoir délaissé son fils, un an plus tard sa mère va saisir la justice pour en reprendre la garde. Très attaché à son père, Pierre est perturbé par la lutte que mènent ses parents, son comportement devient bizarre. Bien que séparé, le couple continue de se voir et de nouveaux enfants naissent : Aimée, Prosper et Jean.
En 1825, alors que Pierre a dix ans, sa mère le chasse de chez elle, ainsi que sa jeune sœur Aimée. Ils vivront désormais chez leur père. Deux ans plus tard, la mère se débarrasse de Prosper, un handicapé mental, en le confiant lui aussi à son père. Après la naissance du dernier fils, Jules, c’est Jean qui devra aussi quitter sa mère pour aller vivre chez son père.
Pierre est décrit comme un adolescent maladroit de ses mains, mais possédant une mémoire étonnante. Il souffre de voir son père malheureux à cause de sa mère. Si le couple vit séparé, devant la loi ils sont toujours mariés. Le père se ruine à payer les dettes que fait sa femme, des injonctions du juge de Paix l’y obligeant.
En 1834, Jean meurt de la méningite chez son père. Devant Pierre, sa mère menace son mari de mort. Décidée à se venger, elle se lâche alors complètement, fait dette sur dette et envoie les créanciers vers son mari qui n’a plus un sou. Le mari désespéré tente de se pendre. La justice ordonne alors à sa femme de rejoindre le domicile conjugal, à la Faucterie. L’ambiance devient toxique, Pierre prend le parti de son père et veut le protéger. Le 3 juin 1835, en l'absence de son père, il entre dans la pièce principale de la ferme, y égorge sa mère (enceinte de six mois et demi), sa sœur Victoire et son plus jeune frère, Jules, à coups de serpe. Son triple meurtre accompli, il s'enfuit et erre pendant un mois dans la campagne, parcourant près de 600 kilomètres à pied, avant d'être arrêté et incarcéré dans la prison de Falaise.
Interrogé par le juge d'instruction Exupère Legrain, il explique avoir voulu défendre son père, maltraité par sa femme, qui était soutenue par sa sœur Victoire ; il ajoute avoir résolu de tuer aussi son frère Jules, que son père aimait, en partie pour que celui-ci ne regrettât pas son fils parricide (qui avait d'abord prévu de se tuer immédiatement après) et aussi parce que Jules soutenait sa mère. En attendant son jugement, il écrit en juillet 1835 un mémoire de quarante pages, d'une extraordinaire qualité littéraire, dans lequel il explique son geste.
Après un délibéré de trois heures, le jury des Assises du Calvados condamne Pierre Rivière à mort pour parricide, le 12 novembre 1835. Le pourvoi en cassation est rejeté le 15 janvier 1836. Certains membres du jury demandent au roi Louis-Philippe de lui accorder sa grâce. Son avocat réunit un collège de grands médecins qui considèrent que Pierre Rivière, depuis l'âge de quatre ans, n'a pas cessé de donner des signes d'aliénation mentale et que ces homicides sont uniquement dus au délire. En conséquence, le jeune homme voit sa peine commuée en réclusion à perpétuité, le 10 février 1836, par le roi. Le 7 mars 1836, il entre à la prison de Beaulieu à Caen pour y purger sa peine. Il se pend dans sa cellule le 20 octobre 1840,,.
L'histoire de Pierre Rivière et l'ensemble des documents juridiques afférents ont fait en 1973 l'objet d'un séminaire dirigé par Michel Foucault au Collège de France, séminaire qui donna lieu à un ouvrage collectif retentissant, où le mémoire de Rivière fut republié sous le titre Moi, Pierre Rivière, ayant égorgé ma mère, ma sœur et mon frère…, qui est la première phrase du texte. Son récit fut adapté deux fois au cinéma dans la même année 1976 par René Allio sous le titre Moi, Pierre Rivière, ayant égorgé ma mère, ma sœur et mon frère..., et par Christine Lipinska sous le titre Je suis Pierre Rivière.
L'original du mémoire de Rivière est conservé aux archives départementales du Calvados.